# كاماريوتيسا (إفروس)
كاماريوتيسا (Καμαριώτισσα) هي مدينة في إفروس في مقاطعة فوريا إلادا في اليونان.
يبلغ عدد سكانها حوالي 1050 نسمة.